# Bataille d'Aden (2018)
Pour les articles homonymes, voir bataille d'Aden.
- Zone contrôlée par le gouvernement yéménite
- Zone contrôlée par le Conseil de transition du Sud

Guerre civile yéménite
Conflit sud-yéménite
Batailles
- Bataille d'Amran
- 1re Bataille de Sanaa
- Bataille de l'aéroport d'Aden
- 1re Bataille d'Aden
- Bataille de Taëz
- 1re Bataille de Moukalla
- 2e Bataille de Moukalla
- 2e Bataille de Sanaa
- 2e Bataille d'Aden
- Bataille d'al-Hodeïda
- Prise de Socotra
- 3e Bataille d'Aden
- 4e Bataille d'Aden
- Offensive de Najran
- Attaque d'Abqaïq et de Khurais
- Offensive d'Al Bayda
- Offensive d'Al Jawf
- Bataille de Marib

La bataille d'Aden débute le 28 janvier 2018. Elle oppose le gouvernement du Yémen aux séparatistes du Conseil de transition du Sud.

## Prélude
Le 16 septembre 2016, le gouverneur d'Aden, Aïdarous al-Zoubaïdi propose la création d'un conseil politique des provinces du sud, qui serait allié à la coalition commandée par l'Arabie saoudite et par le gouvernement yéménite.
Le 27 avril 2017, le président Abdrabbo Mansour Hadi limoge al-Zoubaïdi et le ministre d'État Hani ben Brik. Rapidement, des manifestations éclatent à Aden. Le 11 mai 2017, ces deux derniers proclament le Conseil de transition du Sud,. Al-Zoubaïdi devient président du Conseil présidentiel, tandis que Hani ben Brik devient vice-président.
Le 30 juin 2017, Hadi limoge les gouverneurs de Socotra, Hadramaout et Chabwa, après leur adhésion au Conseil.
L'institution est soutenue par les Émirats arabes unis afin de contrer les Frères musulmans d'Al-Islah,.
En octobre 2017, la création d'un parlement sudiste de 303 membres est annoncée. Le 23 décembre 2017, l'Assemblée est installée et Ahmed Saïd ben Brik, ancien gouverneur du Hadramaout, en devient le président.
Le 11 octobre 2017, dix membres d'Al-Islah, dont des explosifs ont été retrouvés chez eux, sont arrêtés à Aden par les séparatistes après un attentat ayant coûté la vie à un prédicateur pro-émirati.
Le 23 décembre 2017 a lieu la séance inaugurale de l'Assemblée nationale sudiste, au cours de laquelle Ahmed Saïd ben Brik est élu président et Anis Yossouf Ali Louqman vice-président de cette chambre parlementaire.
Le 21 janvier 2018, le Conseil de transition du Sud adresse un ultimatum de sept jours au président Abdrabbo Mansour Hadi pour limoger le gouvernement d'Ahmed ben Dagher, qu'ils accusent de « corruption », et le remplacer par un gouvernement de technocrates, sans quoi il nommerait son propre gouvernement. Le 27 janvier, à quelques heures de l'expiration de celui-ci, la coalition appelle au « calme et à la retenue ». L'ambassadeur saoudien dans le pays avait qualifié le 23 janvier l'ultimatum d'« inacceptable ». Cependant, parlant sous couvert d'anonymat, un officiel saoudien déclare que « le gouvernement [yéménite] n'est pas parfait. Mais notre tâche est de le préserver parce que, s'il disparaît, c’est l'État légitime qui disparaîtra avec lui, et le Yémen deviendra une nouvelle Somalie, une nouvelle Libye ».

## Déroulement
Au matin du 28 janvier, à l'expiration de l'ultimatum, une manifestation appelant au limogeage du gouvernement éclate à Aden. Le gouvernement répond rapidement et tente de la disperser. Les premiers combats éclatent dans le quartier de Jabal Hadid.
Rapidement, les séparatistes, appuyés par des troupes et blindés émiratis, prennent le contrôle du siège du gouvernement. En réaction, le Premier ministre Ahmed ben Dagher dénonce un « coup de force » et appelle la coalition à intervenir pour mettre fin au conflit. Cependant, les militaires émiratis et saoudiens ne prennent pas part aux combats
Dans l'après-midi, les combats se poursuivent à l'aide de l'artillerie lourde, qui est ainsi utilisée par les deux belligérants. Les combats se déroulent principalement dans le quartier du Cratère, dans les abords du palais présidentiel, ainsi qu'à Khor Maksar, où les séparatistes réussissent à prendre le contrôle d'une base militaire.
Selon le Comité international de la Croix-Rouge (CICR), les combats se poursuivent durant la nuit, et toujours à l'arme lourde, mais des tirs sont également entendus.
Le 29 janvier, les combats continuent avec la même intensité, avec des usages de tanks, tandis que les séparatistes envoient des renforts en provenance d'Abyan et de Ma'rib. Trois commandants séparatistes, dont Abou Hatm al-Hamidi, sont tués dans les combats.
Dans la soirée du 29 janvier, les séparatistes assiègent le palais présidentiel al-Maachiq, dans lequel est retranché le gouvernement, puis prennent le contrôle de son entrée principale. Quelques heures plus tard, ils prennent le contrôle de la 4e brigade, dont fait partie la garde présidentielle, sous la protection de militaires saoudiens, qui empêchent ainsi les séparatistes d'aller plus loin. Par ailleurs, les partisans des séparatistes célèbrent leur victoire jusqu'à tard dans la nuit.
Au matin du 30 janvier, les forces fidèles au STC prennent le contrôle du dernier secteur du quartier de Dar Saad. Avec cette prise, les séparatistes contrôlent la quasi-totalité de la ville.
En fin de journée, les combats cessent, après une médiation de la coalition. Celle-ci a pour objet d'obtenir le départ du gouvernement de la ville.
Le 31 janvier, les séparatistes prennent les locaux du secrétaire du Premier ministre, mais les combats n'ont plus lieu.

## Les pertes
Le 28 janvier, l'Agence France-Presse (AFP), citant des sources médicales, donne un bilan provisoire de 15 morts et 33 blessés, en précisant que 9 civils figurent parmi les victimes. Ensuite, le bilan monte à 144 blessés.
Le 29 janvier, les sources font état de 9 morts, dont 5 séparatistes et 4 soldats morts durant cette journée. Dans la soirée, le CICR donne un bilan de 36 morts et 185 blessés durant les deux journées de combats,. L'agence officielle Saba donne un bilan de 16 morts et 141 blessés.
Au 31 janvier, les pertes sont d'au moins 38 morts et 222 blessés.

## Réactions
Le 28 janvier, le président Abdrabbo Mansour Hadi appelle ses troupes à un cessez-le-feu,. Pour sa part, ben Dagher déclare que « toutes les forces doivent retourner à leurs bases et évacuer des positions occupées [depuis] ce matin ». Il ajoute que l'Arabie saoudite « ne doit pas accepter la liquidation du gouvernement légitime », en mettant en garde contre une « confrontation militaire généralisée ».
Le 29 janvier, la coalition appelle les deux belligérants à négocier sur des mesures « politiques et sociales ». Un commandant de l'armée yéménite déclare que si la coalition n'intervenait pas, il ordonnerait aux troupes qui prennent part aux combats au nord contre les Houthis à revenir à Aden pour épauler le gouvernement yéménite.
Au même moment, ben Dagher réunit son équipe pour « discuter des développements militaires et des actes de sabotage ayant visé des installations gouvernementales ». Réuni avec ses conseillers à Riyad, Hadi déclare qu'il s'agit d'« un acte putschiste inadmissible ; des agissements irresponsables qui ont semé la panique parmi les citoyens », ajoutant que « ces actions ne sont pas spontanées et suscitent plus d’une interrogation quant à la partie qui en profite, d'autant plus qu'elles coïncident avec l'escalade des opérations militaires et les victoires accomplies contre les Houthis sur divers fronts ».
Dans un communiqué, le ministère français des Affaires étrangères « [condamne] les violences et [appelle] toutes les parties à accorder un accès sans entrave à l'aide humanitaire et à reprendre le dialogue ».
Dans la soirée, la coalition appelle à un cessez-le-feu, ajoutant qu'elle « [prendra] toutes les mesures nécessaires pour restaurer la sécurité et la stabilité à Aden ». Le ministère yéménite de l'Intérieur réitère ainsi ses appels à cesser les hostilités.
Le 30 janvier, dans une interview à France 24, Aïdarous al-Zoubaïdi déclare que « Le peuple du Yémen du sud aura le droit de déterminer son propre avenir dès que la communauté internationale y répondra positivement ».
Le 7 février, à l'issue du premier conseil des ministres ayant eu lieu depuis la fin de la bataille, ben Dagher lance un appel à « réconciliation nationale dans le sud, puis dans le reste du pays ».

## Suites
À la suite d'une médiation menée par la coalition, les combats cessent et les séparatistes acceptent de se retirer des bases qu'ils ont conquises lors de la bataille.
Le 1er février, une délégation de la coalition arrive à Aden.
À l'issue de ces négociations, les séparatistes rendent trois bases militaires à l'armée, et lèvent le siège du palais présidentiel.

## Analyses
Pour Franck Mermier, directeur de recherche au CNRS et expert de la question yéménite, « Entre 1994 et les années 2000, des milliers de personnes provenant du sud du pays ont été licenciées de l’armée nationale. Avec les années, ces derniers se sont regroupés pour lutter ensemble contre le gouvernement ».
Pour François Frison-Roche, directeur de recherche au CNRS, « On s'aperçoit que cette tendance indépendantiste prend de l'importance et avec le soutien manifeste des Émirats arabes unis, on arrive à une situation où les sudistes vont essayer de forcer le destin et essayer de retrouver leur indépendance ».
Pour Simon Henderson, directeur de recherche au Gulf Institute, « Le pays semble de plus en plus fragmenté le long des lignes Nord-Sud, en plus des lignes Houthis-Hadi » et que « La réalité semble être que les Emirats arabes unis en sont arrivés à être exaspérés par Hadi et qu'ils orchestrent leur propre plan pour le Yémen du Sud ». Pour Farea al-Mouslimi, chercheur à Chatham House, « Il est peut-être trop fort de dire que c'est la fin du gouvernement Hadi, mais je pense qu'il est juste de dire que c'est la fin d'un Yémen unifié ».
Pour Adam Baron, chercheur associé au Conseil européen des relations internationales, les Saoudiens et les Émiratis « essayent de trouver un accord pour combattre les houthis dans le Nord, c’est le but de la coalition. Mais quel que soit le compromis qui se dégage, le CTS se trouve dans une situation bien plus forte sur le plan militaire et semble se rapprocher de plus en plus d’un siège à la table des négociations politiques ». Il ajoute que « sans une solution politique qui ratisse large, le conflit au Yémen continuera à développer de nouvelles tentacules ».